# Izhod (slovenski film, 2013)
Izhod je slovenski nizkoporačunski akcijsko komični film iz leta 2013. Napisal in režiral ga je Dejan Babosek. 

### Zgodba
Dva para, Peter in Lara ter Sara in Andrej (mehanik, turistični agent, frizerka in prodajalka) živijo v podstrešni garsonjeri in sanjajo o boljšem življenju. Ob vikendih hodijo na zabave, kjer uživajo droge in alkohol. Petrov bratranec Aleksandar jim predlaga življenje v tujini. Ko želijo dvigniti Petrov podedovani denar, ugotovijo, da ga je direktor banke, družinski prijatelj, pri investiciji prevaral. Odločijo se za rop banke. Obkoli jih policija. Na koncu se Peter preda.

### Produkcija in promocija
Filmski sklad RS je zavrnil prošnjo za dodelitev 201.128 evrov sredstev za projekt, ki je bil takrat ocenjen na 541.647 evrov. Na odločitev so se neuspešno pritožili. Snemanje se je začelo leta 2006, zadnje prizore so posneli leta 2013. Skupaj je bilo 32 snemalnih dni. Zmanjkalo jim je denarja za povečavo, za sredstva zanjo pa so neuspešno kandidirali pri Slovenskem filmskem centru. Kasneje jim je šla na roko digitalizacija kinematografov. Prizori z Bjelogrlićem so bili posneti v Monte Carlu in Mentonu. Snemali so še v Luki Koper in Ljubljani na več lokacijah. Glasbo sta prispevali tudi slovenski skupini The Bitch Boys in Leeloojamais. Za promocijski material je bil angažiran Zoran Smiljanić. Med fazo postprodukcije je Babosek ocenil projekt na 200.000 evrov.

## Sprejem pri kritikih in gledalcih

### Kritiki
Tina Lešničar je napisala, da ima film preveč Hollywoodskih referenc in zvodeni že po dveh tretjinah, ker Baboska odnese njegovo ukvarjanje s snemanjem glasbenih spotov. Zmotili so jo tudi nadležno moraliziranje na nivoju gostilniških floskul, slaba igra naturščikov in borba junakov proti pokvarjenim elitam s sanjami o dosmrtnih razvratnih zabavah na jahti, ki jih taista elita propagira. Težave ni videla v nizkem proračunu, ampak v slabo razvitem scenariju, ki je pogosta lastnost slovenskih filmov ne glede državno podporo in višino proračuna.
Igor Harb mu je dal enico. Baboska je označil za dobrega režiserja glasbenih spotov, ki je po sposobnostih zadaj za Tarantinom, Guyom Ritchiejem in Okornom. Ni maral neumnih dialogov v slabi angleščini in slabe igre. Film se mu vseeno ni zdel tako slab kot Prelomnica.
Marcel Štefančič jr. je filmu dal ocena »za«. Všeč mu je bilo, da film kljub nizkemu proračunu izgleda dobro in da ima znane slabe igralce namesto talentiranih neznancev.

### Obisk v kinu
Film je videlo 1950 gledalcev.

## Zasedba
- Aljoša Kovačič: Peter Volk
- Katarina Jurković: Lara
- Gea Erjavec: Sara
- Simon Pribac: Andrej
- Ludvik Bagari: inšpektor Mihael Hočevar
- Dragan Bjelogrlić: Aleksandar
- Jurij Bradač: detektiv Denis Cojz
- Jernej Kuntner: direktor banke
- Jernej Perko: ropar
- Christa Žentiily: ljubica politika
- Alma Brdžanović: novinarka
- Eva Breznikar: novinarka
- Davor Božič

## Ekipa
| - producenti: Mojca Štrajher in Leila A. Jelić - direktor fotografije: Janez Stucin - glasba: Anže Palka - oblikovanje zvoka: Uroš Usenik in Miha Rudolf - snemanje zvoka: Peter Žerovnik - montaža: Dejan Babosek in Jurij Moškon - nadzornik montaže: Andrija Zafranović - kostumografija: Diktator Fashion Lab | - scenografija: Urša Pirjevec - oblikovanje maske: Saša Godejša in Empera3zz (Damjan Levec) - direktorica filma in tajnica režije: Leila A. Jelić - manager lokacij: Uroš Colja - koordinacija statistov: Jernej Perko - VFX, DI barvna korekcija, asistent direktorja fotografije: Simon Gosnik - grafično oblikovanje: Katka Sušnik - postrodukcija: Rado Likon (Cebram) |